# Municipio de Sac (Misuri)
El municipio de Sac (en inglés: Sac Township) es un municipio ubicado en el condado de Dade en el estado estadounidense de Misuri. En el año 2010 tenía una población de 485 habitantes y una densidad poblacional de 3,93 personas por km².

## Geografía
El municipio de Sac se encuentra ubicado en las coordenadas 37°31′12″N 93°47′10″O / 37.52000, -93.78611. Según la Oficina del Censo de los Estados Unidos, el municipio tiene una superficie total de 123.36 km², de la cual 99,17 km² corresponden a tierra firme y (19,61 %) 24,19 km² es agua.

## Demografía
Según el censo de 2010, había 485 personas residiendo en el municipio de Sac. La densidad de población era de 3,93 hab./km². De los 485 habitantes, el municipio de Sac estaba compuesto por el 96,29 % blancos, el 0,82 % eran afroamericanos, el 0,82 % eran amerindios, el 0,21 % eran de otras razas y el 1,86 % eran de una mezcla de razas. Del total de la población el 2,06 % eran hispanos o latinos de cualquier raza.